# Адрі ван Тіггелен
Адрі ван Тіггелен (нід. Adri van Tiggelen, нар. 16 червня 1957, Ауд-Беєрланд, Нідерланди) — нідерландський футболіст, що грав на позиції захисника. По завершенні ігрової кар'єри — тренер.
Виступав за також національну збірну Нідерландів. У складі збірної — чемпіон Європи. Також з великим успіхом пограв у Бельгії за «Андерлехт», з яким став дворазовим чемпіоном Бельгії, та по два рази вигравав Суперкубок та Кубок Бельгії.

## Клубна кар'єра
Розпочав свою професійну кар'єру в «Спарті». Його дебют у великому футболі припав на матч з «Феєнордом», що відбувся 30 серпня 1978 року і закінчився з рахунком 1:0 на користь «Спарти». За п'ятирічний період у клубі він був беззаперечним гравцем основного складу, взявши участь у 161 матчі чемпіонату, також не забуваючи знаходити шлях і до чужих воріт (13 голів у Ередивізі).

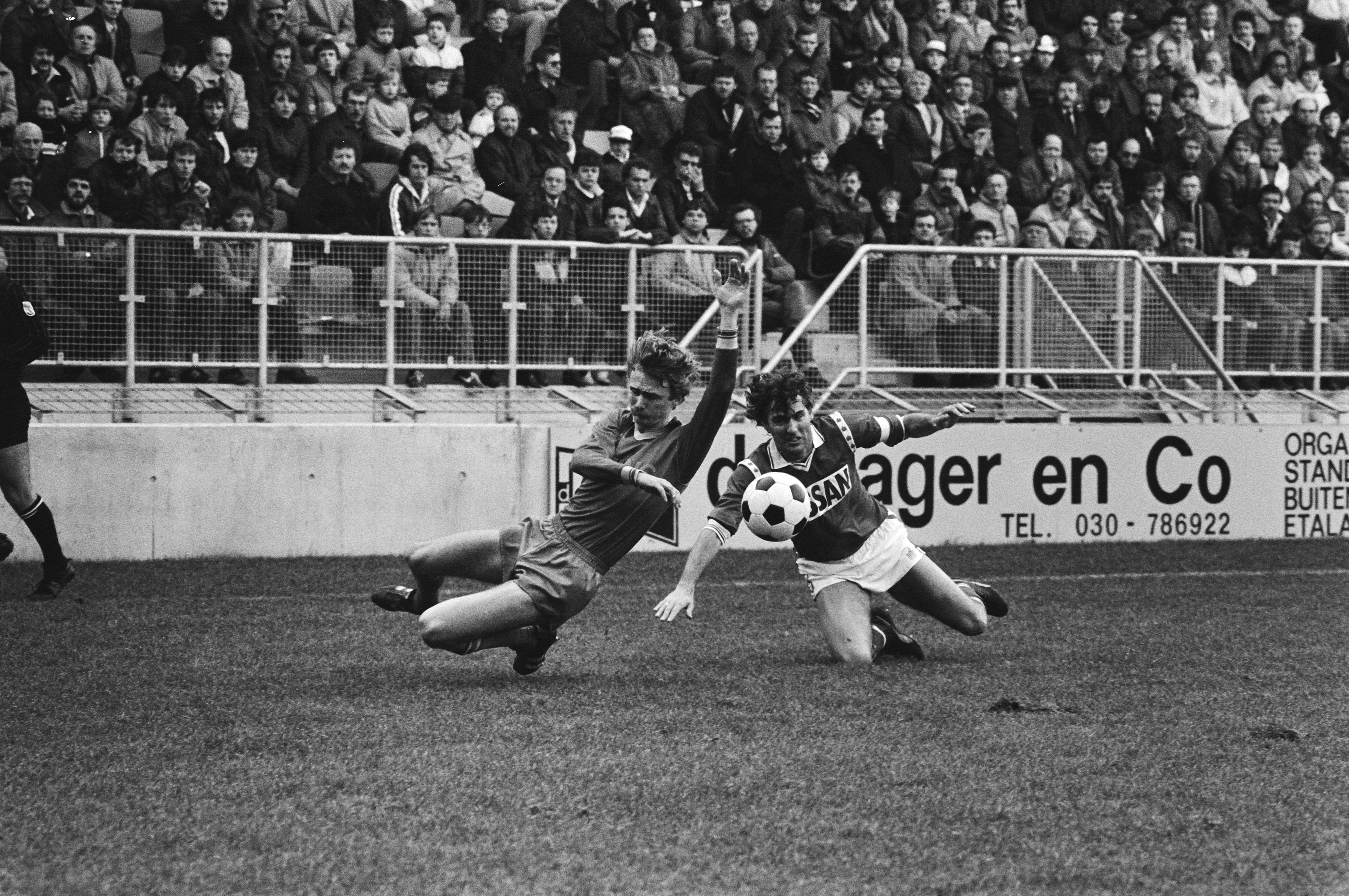
Адрі ван Тіггелен (ліворуч) 1983 року під час виступів за «Спарту»

У 1983 році ван Тіггелен підписав контракт з «Гронінгеном». Відіграв за команду з Гронінгена наступні три сезони своєї ігрової кар'єри. Граючи у складі «Гронінгена» також здебільшого виходив на поле в основному складі команди..
1986 року уклав контракт з бельгійським «Андерлехтом», у складі якого провів наступні п'ять років своєї кар'єри гравця. Тренерським штабом нового клубу також розглядався як гравець «основи». За цей час двічі виборював титул чемпіона Бельгії, а також по два рази вигравав національний Кубок иа Суперкубок.
У віці 34 років ван Тіггелен повернувся в Нідерланди, перейшовши в ПСВ. Ветеран провів за цей клуб близько 100 матчів, тим самим вніс посильну допомогу в завоюванні ПСВ чемпіонського титулу в сезоні 1991/92 та Суперкубок країни у 1992 році.
Закінчив кар'єру ван Тіггелен в 38 років, зігравши свій останній сезон за «Дордрехт». Його остання гра завершилася з рахунком 5-1 на користь його клубу проти «Волендама».

## Виступи за збірну
21 вересня 1983 року у віці 26 років дебютував в офіційних матчах у складі національної збірної Нідерландів у матчі з Бельгією (1:1).
Починаючи з 1986 року, ван Тіггелен був твердим гравцем основного складу: він відіграв усі матчі на переможному для своєї збірної чемпіонаті Європи 1988 року у ФРН. Ван Тіггелен також представляв свою країну на чемпіонаті світу 1990 року в Італії і чемпіонаті Європи 1992 року у Швеції. Закінчив свою міжнародну кар'єру у віці 35 років відразу після програшу данцям на тріумфальному для Данії Євро.
Протягом кар'єри в національній команді, яка тривала 10 років, провів у формі головної команди країни 56 матчів, не забивши при цьому жодного м'яча..

## Кар'єра тренера
Після закінчення кар'єри футболіста ван Тіггелен повернувся в свій рідний клуб, допомагаючи головному тренеру як асистент тренера молодіжного складу. У 2005 році вперше отримав досвід головного тренера команди, посівши зі «Спартою» друге місце у Ерстедивізі і допоміг своєму клубу повернутися у вищий дивізіон.
Друге пришестя як головного тренера — і знову в «Спарту» — сталося наприкінці 2007 року після звільнення Герта Андевіля. Пізніше ван Тігелен став одним з помічників у тренерському штабі Фока Боя.

## Досягнення
- Чемпіон Нідерландів (1):

ПСВ: 1991-92
- Володар Суперкубка Нідерландів (1):

ПСВ:  1992
- Чемпіон Бельгії (2):

«Андерлехт»: 1986-87, 1990-91
- Володар Кубка Бельгії (2):

«Андерлехт»: 1987-88, 1988-89
- Володар Суперкубка Бельгії (2):

«Андерлехт»: 1985, 1987
- Чемпіон Європи:

Нідерланди: 1988